# La Esperanza, San Felipe
La Esperanza är en ort i Mexiko.   Den ligger i kommunen San Felipe och delstaten Guanajuato, i den centrala delen av landet, 300 km nordväst om huvudstaden Mexico City. La Esperanza ligger 1 879 meter över havet och antalet invånare är 111.
Terrängen runt La Esperanza är platt österut, men västerut är den kuperad. Runt La Esperanza är det ganska glesbefolkat, med 31 invånare per kvadratkilometer. Närmaste större samhälle är San Felipe, 19,8 km sydväst om La Esperanza. Trakten runt La Esperanza består till största delen av jordbruksmark.